# Go On
Go On ist eine US-amerikanische Dramedy-Fernsehserie mit Matthew Perry in der Hauptrolle, die von Scott Silveri konzipiert wurde. Zwischen 2012 und 2013 wurden von Universal Television in Zusammenarbeit mit Silver & Gold Productions und Dark Toy Entertainment für den US-Sender NBC eine Staffel und 22 Episoden produziert, bevor die Serie im Mai 2013 eingestellt wurde. Go On handelt vom Sportreporter Ryan King, der nach dem Verlust seiner Frau eine Gruppentherapie besucht. Die Erstausstrahlung in den USA erfolgte am 8. August 2012 während einer Berichterstattung der Olympischen Sommerspiele 2012, bevor die regelmäßige Ausstrahlung am 11. September 2012 begann.

## Handlung
Als respektloser, aber charmanter Sportreporter, versucht Ryan King seine Trauer über den Tod seiner Frau bei einem Verkehrsunfall zu überwinden. Sein Chef zwingt ihn einer Selbsthilfegruppe beizutreten, ansonsten dürfe er nicht mehr auf Sendung gehen. So besucht er die Therapiestunden von Lauren Schneider, einer ehemaligen Weight-Watchers-Trainerin. Da er von ihren Qualitäten nicht überzeugt ist, übernimmt er kurzerhand die Leitung über die Gruppentherapie. Er macht aus den traurigen Geschichten der Teilnehmer zunächst einen Wettkampf darum, wessen Geschichte schlimmer ist. Die Teilnehmer finden Gefallen an dem neuen Konzept und auch Ryan scheint Kraft sammeln zu können. Als Ryan seine Arbeit wieder aufnimmt, stellt er jedoch fest, dass er seine Trauer noch nicht verarbeitet hat und er erkennt, dass Lauren und die Gruppe ihm möglicherweise wirklich helfen können.

## Besetzung und Synchronisation
Die deutsche Synchronisation entstand nach einem Dialogbuch von Cosima Kretz, Inez Günther und Peter Woratz und unter der Dialogregie von Peter Woratz durch die Synchronfirma Film- & Fernseh-Synchron GmbH in München.
| Rollenname       | Schauspieler/in      | Synchronsprecher/in |
| ---------------- | -------------------- | ------------------- |
| Ryan King        | Matthew Perry        | Michael Iwannek     |
| Lauren Schneider | Laura Benanti        | Stephanie Kellner   |
| Anne             | Julie White          | Susanne von Medvey  |
| Yolanda          | Suzy Nakamura        | Sonja Reichelt      |
| Owen             | Tyler James Williams | Patrick Roche       |
| Mr K.            | Brett Gelman         | Claus-Peter Damitz  |
| Steven           | John Cho             | Philipp Moog        |
| Sonia            | Sarah Baker          | Andrea Wick         |
| Carrie           | Allison Miller       | Farina Brock        |

## Ausstrahlung
Vereinigte Staaten
Die Ausstrahlung der ersten Episode fand am 8. August 2012 als Vorschau während einer Berichterstattung der Olympischen Sommerspiele 2012 statt. Diese Ausstrahlung wurde von über 16 Millionen Zuschauern gesehen und es wurde dabei ein Rating von 5,6 Prozent in der werberelevanten Zielgruppe ermittelt. Die regelmäßige Ausstrahlung auf ihrem normalen Sendeplatz im Anschluss an die US-Version von The Voice erfolgte ab dem 11. September 2012. Bereits Anfang Oktober 2012 gab NBC die sogenannte Back-nine-order bekannt, sodass die erste Staffel nun auf 22 Episoden kommt. Nachdem die Serie am 8. Januar 2013 aus der Winterpause zurückgekehrt war und ohne The Voice als Lead-in auskommen musste, brachen die Einschaltquoten ein. So verfolgten 2,87 Millionen Zuschauer die Episode vom 19. März 2013, woraus ein Rating von 1,0 Prozent bei den 18- bis 49-Jährigen resultierte. Das Finale der ersten Staffel, das gleichzeitig auch das Serienfinale darstellt, wurde am 11. April 2013 gezeigt.
Deutschsprachiger Raum
Im deutschsprachigen Raum wurde die Serie vom 6. September bis zum 15. November 2013 auf dem Bezahlfernsehsender Universal Channel ausgestrahlt. Im freiempfangbaren Fernsehen startete RTL Nitro die Serie am 14. November 2013.
International
Die Serie wurde in Kanada bei Global zur selben Zeit wie bei NBC ausgestrahlt.

## Episodenliste
| Nr. | Deutscher Titel         | Originaltitel                        | Erstausstrahlung USA | Deutschsprachige Erstausstrahlung (D) | Regie                | Drehbuch                                                                |
| --- | ----------------------- | ------------------------------------ | -------------------- | ------------------------------------- | -------------------- | ----------------------------------------------------------------------- |
| 1   | Erste Runde             | Pilot                                | 8. Aug. 2012         | 6. Sep. 2013                          | Todd Holland         | Scott Silveri                                                           |
| 2   | Katzenjammer            | He Got Game, She Got Cats            | 11. Sep. 2012        | 6. Sep. 2013                          | Andy Ackerman        | Lesley Wake Webster                                                     |
| 3   | Gruppenzwang            | There’s No ’Ryan’ In Team            | 18. Sep. 2012        | 13. Sep. 2013                         | Todd Holland         | Scott Silveri                                                           |
| 4   | Auf ihn mit Gebrüll!    | Bench-Clearing Bawl                  | 25. Sep. 2012        | 13. Sep. 2013                         | Jamie Babbit         | Liz Brixius                                                             |
| 5   | Geisterstunde           | Do You Believe in Ghosts…Yes!        | 2. Okt. 2012         | 20. Sep. 2013                         | Michael Engler       | Mathew Harawitz                                                         |
| 6   | Das große Fressen       | Big League Chew                      | 9. Okt. 2012         | 20. Sep. 2013                         | Millicent Shelton    | Dennis McNicholas                                                       |
| 7   | Schnitzeljagd           | Any Given Birthday                   | 23. Okt. 2012        | 27. Sep. 2013                         | Kevin Dowling        | Jon Pollack & Scott Silveri                                             |
| 8   | Spielkinder             | Videogame, Set, Match                | 13. Nov. 2012        | 27. Sep. 2013                         | Todd Holland         | Lesley Wake Webster                                                     |
| 9   | Hoch die Tassen!        | Dinner Takes All                     | 20. Nov. 2012        | 4. Okt. 2013                          | Ken Whittingham      | Handlung: Liz Brixius Schauspiel: Lesley Wake Webster                   |
| 10  | Das Kreuz mit dem Kreuz | Back, Back, Back… It’s Gone          | 27. Nov. 2012        | 4. Okt. 2013                          | Todd Holland         | Dennis McNicholas                                                       |
| 11  | Bis ans Ende der Welt   | The World Ain’t Over ’Till It’s Over | 4. Nov. 2012         | 11. Okt. 2013                         | Kevin Dowling        | Handlung: Seth Raab & Nicholas Darrow Schauspiel: Mathew Harawitz       |
| 12  | Die Lachnummer          | Win at All Costas                    | 8. Jan. 2013         | 11. Okt. 2013                         | Michael Lehmann      | Handlung: Mathew Harawitz Schauspiel: Seth Raab & Nicholas Darrow       |
| 13  | Puppentheater           | Gooooaaaallll Doll!                  | 15. Jan. 2013        | 18. Okt. 2013                         | Todd Holland         | Lesley Wake Webster                                                     |
| 14  | Comeback                | Comeback Player of the Year          | 22. Jan. 2013        | 18. Okt. 2013                         | Eric Appel           | Jon Pollack & Scott Silveri                                             |
| 15  | Kalte Dusche            | Pass Interference                    | 29. Jan. 2013        | 25. Okt. 2013                         | Jamie Babbit         | Mathew Harawitz & Lesley Wake Webster                                   |
| 16  | Hart aber fair          | Go Deep                              | 19. Feb. 2013        | 25. Okt. 2013                         | Linda Mendoza        | Mathew Harawitz & Lesley Wake Webster                                   |
| 17  | Ringkampf               | Ring and a Miss                      | 26. Feb. 2013        | 1. Nov. 2013                          | Todd Holland         | Bill Callahan & Dennis McNicholas                                       |
| 18  | Bingo!                  | Double Down                          | 5. März 2013         | 1. Nov. 2013                          | Michael Lehmann      | Seth Raab & Nicholas Darrow                                             |
| 19  | Einsame Spitze          | Go For The Gold Watch                | 19. März 2013        | 8. Nov. 2013                          | Todd Holland         | Handlung: Dennis McNicholas Schauspiel: Bill Callahan & Mathew Harawitz |
| 20  | Wer mit wem?            | Matchup Problems                     | 26. März 2013        | 8. Nov. 2013                          | Beth McCarthy-Miller | Handlung: Bill Callahan Schauspiel: Jon Pollack & Scott Silveri         |
| 21  | Balla Balla             | Fast Breakup                         | 4. Apr. 2013         | 15. Nov. 2013                         | Eric Appel           | Lesley Wake Webster & Matthew Harawitz                                  |
| 22  | Und Tschüss             | Urn-ed Run                           | 11. Apr. 2013        | 15. Nov. 2013                         | Linda Mendoza        | Handlung: Bill Callahan Schauspiel: Jon Pollack & Scott Silveri         |

## Rezeption
Die Serie erhielt überwiegend positive Kritiken, so hat sie bei Metacritic ein Metascore von 66/100 basierend auf 26 Rezensionen. David Hinckley von der Daily News schrieb, die Serie sei „vielleicht die beste neue Sitcom des Herbstes“. Der Kritiker Hank Stuever der Washington Post lobte die Inszenierung der Serie und führt weiter aus, dass „Go On sich recht forsch bewegt – so wie eine NBC-gewürzte Version von hochwertigen Kabel-Dramedys wie The Big C und Enlightened – Erleuchtung mit Hindernissen. Sie ist nicht so gut wie eine von denen, aber sie hat die gleiche fröhlich-traurige Aura, mit genau einem Hauch von Communitys Absurdität, um das Tempolimit zu halten“. Ebenso erhielt die Serie von Verne Gay, einem Kritiker der Tageszeitung Newsday, fünf Sterne. Dieser meint, dass „die Besetzung gut, sogar ausgezeichnet“ sei.